# Mark Wayne Clark
Mark Wayne Clark, född 1 maj 1896 i New York, USA, död 17 april 1984 (87 år), var en amerikansk general under andra världskriget och Koreakriget; brigadgeneral 4 augusti 1941, generalmajor 17 april 1942, generallöjtnant 13 november 1942 och general 10 mars 1945.

## Biografi

### Tiden till och med första världskriget
Clark föddes i soldatbostäderna vid Madison Barracks, ett militärområde i New York. Han var som barn klent byggd och ofta sjuk. Clark var släkt med George C. Marshall och den blivande femstjärnige generalens mor lyckades få Clark antagen vid militärhögskolan (U.S. Military Academy) i West Point redan vid 17 års ålder. Han utexaminerades i april 1917 som nummer 110 av 139 elever och utnämndes samtidigt till fänrik (second lieutenant) inom infanteriet. Clark befordrades till kapten i oktober samma år och i första världskriget deltog han i striderna i Frankrike bland annat som bataljonschef vid 11:e infanteriregementet och stabsofficer vid 1:a armén. Han sårades i strid och fick senare en utmärkelse för mod.

### Mellankrigstiden
Clark återvände efter kriget till USA 1919 och anställdes efter en tid hos biträdande krigsministern (Assistant Secretary of War). Han utexaminerades från infanteriskolan (Infantery School) 1925, placerades vid 30:e infanteriregementet och var från 1929 till 1933 instruktör vid Indiana National Guard. Clark blev major 14 januari 1933 och tog examen vid befäls- och generalstabsskolan (Command and General Staff School) vid Fort Leavenworth i Kansas 1935. Han var därefter ställföreträdande stabschef vid civilförsvaret (deputy chief of staff for the Civilian Conservation Corps) i Omaha, Nebraska och utexaminerades 1937 från armékrigsskolan (U.S. Army War College) vid Fort McNair, Washington D.C..
En rekommendation från arméchefen (Chief of Staff, U.S. Army) general George C. Marshall hjälpte Clark att utses till instruktör vid armékrigsskolan i mars 1940. Han befordrades till överstelöjtnant 1 juli och placerades 16 augusti 1940 som generalstabsofficer, G3 of GHQ, det vill säga officer med inriktning på planering och träning, och biträdande stabschef vid arméns högkvarter (General Headquarters of the U.S. Army, GHQ) med generalmajor Lesley J. McNair som chef. Clark blev brigadgeneral 4 augusti 1941.

### Andra världskriget
Fem dagar efter det japanska anfallet på Pearl Harbor och dagen efter Tysklands och Italiens krigsförklaring mot USA, 12 december 1941, kallades Dwight D. Eisenhower till Washington. George C. Marshall placerade honom som chefsplanerare vid War Plans Division (senare Operations Division) och hans uppgift blev att dra upp riktlinjerna för USA:s militära strategi under andra världskriget. När det gällde Europa var avsikten att de allierade skulle invadera det tyskockuperade Frankrike snarast möjligt. I maj 1942 flyttades Eisenhower till England och blev i juni 1942 befälhavare för de amerikanska trupperna i Europa, ETOUSA, European Theater of Operations, U.S. Army.
Efter USA:s inträde i andra världskriget ersattes GHQ i mars 1942 av arméns markstridskrafter, U.S. Army Ground Forces, AGF, det vill säga den organisation som utbildade arméns trupper för deltagande i strid. Clark blev ställföreträdande stabschef vid AGF och i maj samma år AGF:s stabschef. I juni 1942 flyttades Clark till England som befälhavare för 2:a armékåren.
Storbritannien krävde nu att Nordafrika, där Ökenkriget pågick, skulle befrias från axelmakterna. Eisenhower utsågs att leda de allierade styrkor som avdelades för Nordafrika och Clark var hans ställföreträdare från 12 augusti 1942 till 4 januari 1943. Clark förberedde trupperna för och verkställde planeringen av denna invasion, Operation Torch. Han medverkade 22–23 oktober i Cherchellkonferensen cirka 120 km väster om Alger men amerikanarna kunde inte förmå de vichyfranska trupperna i området att assistera vid den förestående invasionen. I egenskap av Eisenhowers ställföreträdare kontaktade Clark befälhavaren för de vichyfranska trupperna i Nordafrika, Amiral de la Flotte François Darlan, och förhandlingarna med den franske amiralen ledde till att ett vapenstillestånd undertecknades i Marocko 11 november. Invasionen hade påbörjats redan 8 november 1942 och de allierade kunde snabbt avancera mot axelmakterna i Tunisien. Clark blev 13 november den yngste generallöjtnanten i den amerikanska armén och på nyåret 1943 utsågs han till befälhavare för 5:e armén. Clarks uppgift blev att förbereda sina trupper för en kommande invasion av Italien.
Eisenhower blev i februari 1943 högste befälhavare för de allierade styrkorna i medelhavsområdet och befordrades samtidigt till general. I samma månad utsågs den engelske generalen Harold Alexander till Eisenhowers ställföreträdare och befälhavare för de allierades 18:e armégrupp i Nordafrika, där bland andra general Bernard Montgomerys 8:e armé ingick.
Axelmakternas styrkor i Nordafrika tvingades kapitulera i maj 1943. Alexander blev i juli samma år chef för den nybildade 15:e armégruppen, som intog Sicilien (10 juli - 17 augusti), och 3 september korsade 8:e armén Messinasundet och landsteg utan motstånd på den italienska stövelns spets. Sex dagar senare landsteg andra delar av Montgomerys styrkor vid Taranto, återigen utan strid. Vapenstillestånd tillkännagavs 8 september mellan de allierade och Italien och därefter var det tyska trupper som svarade för motståndet. Den 15:e armégruppen bestod nu av Montgomerys 8:e armé och Clarks 5:e armé. Enheter ur 5:e armén inledde 9 september 1943 Operation Avalanche, landstigningen vid  Salerno söder om Neapel. Clarks trupper landsteg på ett avsnitt omgivet av berg där tyskarna hade starka ställningar. Tyska 29:e pansargrenadjärdivisionen inom 10:e armén gick till motanfall och Clarks förband sviktade men lyckades hålla tillbaka fienden med hjälp av de bakre styrkorna. Först efter sex dygns hårda strider kunde Clarks 5:e armé förenas med Montgomerys 8:e armé som avancerade söderifrån. De tyska förbanden drog sig tillbaka men 10:e armén bjöd hårt motstånd och de allierades framryckning mot norr gick mycket långsamt. 
Den tyska 10:e armén stod under befäl av generalöverste Heinrich von Vietinghoff augusti - oktober 1944. Samma armé stod under befäl av generalen av pansartrupperna Joachim von Lemelsen oktober - december 1943, då han tjänstgjorde för von Vietinghoff under dennes sjukfrånvaro, och oktober 1944 - februari 1945 samt generalen av pansartrupperna Traugott Herr februari - maj 1945. Under hösten 1943 bildade tyskarna i Italien armégrupp C, som från början bestod av 10:e och 14:e arméerna. Generalfältmarskalk Albert Kesselring som sedan december 1941 varit tysk överbefälhavare i Sydeuropa och Nordafrika blev från november 1943 överbefälhavare Sydväst och överbefälhavare för armégrupp C. Han ersattes i mars 1945 av von Vietinghoff. Den 14:e armén hade generalöverste Eberhard von Mackensen som befälhavare november 1943 - 5 juni 1944 samt därefter bland annat Joachim Lemelsen 5 juni - oktober 1944 och februari - maj 1945.
Den från Nordafrika till Italien överflyttade franska expeditionskåren under befäl av general (général d'armée) Alphonse Juin deltog i striderna på de allierades sida från december 1943 till juli 1944. Juin kom till Neapel redan i slutet av november och hans trupper kom att ingå i Clarks 5:e armé.      
I december 1943 lämnade Eisenhower och Montgomery Italien. Eisenhower ersattes i januari 1944 av general Henry Wilson, som högste befälhavare för de allierade styrkorna i medelhavsområdet (8 januari - 11 december 1944).  I mitten av januari 1944 blev Harold Alexander högste befälhavare för de allierade styrkorna i centrala medelhavsområdet inklusive 15:e armégruppen och generallöjtnant Oliver Leese övertog befälet över 8:e armén. Clark fortsatte som chef över 5:e armén. I mars 1944 blev Alexander högste befälhavare för de allierade arméerna i Italien.
Efter långdragna och hårda strider kunde delar av Clarks styrkor 22 januari 1944 landstiga vid Anzio norr om de tyska försvarsanläggningarna vid den så kallade Gustavlinjen. Samtidigt pågick slaget vid Monte Cassino. Klostret bombades och ödelades 15 februari 1944. De blodiga striderna fortsatte dock och först i slutet av maj kunde Clark på ett avgörande sätt rycka framåt och valde då att gå direkt mot Rom, som han intog utan strid 4 juni 1944 sedan den tyske befälhavaren generalfältmarskalk Albert Kesselring förklarat den italienska huvudstaden för en öppen stad.   
Återigen tvingades de tyska styrkorna retirera norrut men genomförde skickliga fördröjningsstrider i den svåra terrängen. Tyskarna stannade först vid Viterlinjen strax norr om Rom och senare vid Albertlinjen i närheten av Perugia. Nya tyska förstärkningar anlände från östfronten medan man förberedde nästa motstånd vid den så kallade Gotiska linjen norr om Florens. I september lyckades de allierade få en lucka i denna massiva försvarslinje och när vintern kom drog sig tyskarna tillbaka till den svårforcerade terrängen söder om Bologna. I december 1944 blev Harold Alexander (nu fältmarskalk med befordringsdatum 4 juni 1944, dagen då Rom intogs) högste befälhavare för de allierade styrkorna i medelhavsområdet (12 december 1944 - 29 september 1945), överlämnade högsta befälet över 15:e armégruppen till Clark och samtidigt blev generallöjtnant Lucian Truscott befälhavare för 5:e armén. I Clarks armégrupp ingick även 8:e armén nu under befäl av generallöjtnant Richard McCreery. Clark befordrades till general 10 mars 1945 och var då, 48 år gammal, den ojämförligt yngste fyrstjärnige generalen i den amerikanska armén. Nästa stora allierade anfall kom 9 april 1945. I öster bröt 8:e armén igenom nära Bologna och 5:e armén krossade det tyska motståndet i väster. Alexander tog emot kapitulationen från fiendens samtliga styrkor i norra Italien och Tyrolen 29 april. Kapitulationshandlingarna undertecknades då i Caserta av bland annat den tyske befälhavaren Heinrich von Vietinghoff, som var överbefälhavare Sydväst och överbefälhavare för armégrupp C 10 mars - 29 april 1945. Kapitulationen trädde i kraft 2 maj 1945. Albert Kesselring, som 3 - 8 maj 1945 var överbefälhavare Syd, undertecknade armégrupp Syds kapitulation 4 maj.

### Tiden efter andra världskriget
Efter krigets slut blev Clark i början av juli 1945 befälhavare för de amerikanska ockupationsstyrkorna i Österrike och USA:s kommissarie (High Commissioner) i Österrike. I januari 1947 återvände han till USA, blev befälhavare för 6:e armén i San Francisco och var från oktober 1949 till maj 1952 chef för de amerikanska markstyrkorna (Army Field Forces).
Clark efterträdde i maj 1952 general Matthew Ridgway som högste befälhavare för de amerikanska styrkorna i Fjärran Östern och FN-styrkorna i Korea. Clark undertecknade vapenstilleståndshandlingarna med Nordkorea i juli 1953. Efter koreakrigets slut återvände han till USA i början av oktober och pensionerades från armén 31 oktober 1953.
Från mars 1954 till juli 1965 var Clark i Charleston chef för The Citadel, militärskolan i South Carolina (President of The Citadel, The military College of South Carolina).

## Utmärkelser
- Bronze Star
- World War I Victory Medal
- Army of Occupation of Germany Medal
- American Defense Service Medal
- Purpurhjärtat
- Militär tapperhetsmedalj
- Silverkors av Virtuti Militari
- Storofficer av Södra korsets orden
- European-African-Middle Eastern Campaign Medal
- Army of Occupation Medal
- Knight Commander av Bathorden
- Brasilianska militärens förtjänstorden
- World War II Victory Medal
- Riddare med storkors av Savojens militärorden
- National Defense Service Medal
- Korean Service Medal
- Militär tapperhetsmedalj i silver
- Storofficer av Kronorden
- Italiens militärorden
- Storkors av  Vita lejonets orden
- Suvorovorden, första klass
- Storofficer av Södra korsets orden
- Legionär av Legion of Merit
- Kommendör av 1 klass av Brittiska imperieorden
- Storkors av Ouissam Alaouite-orden
- Ouissam Alaouite-orden
- Storkorsriddare av Sankt Mauritius och Sankt Lazarusorden
- Hedersdoktor vid Wiens universitet[2]
- Legion of Merit
- Storkors av  Vita lejonets orden
- Storkors av Hederslegionen
- Navy Distinguished Service Medal
- Distinguished Service Cross
- Distinguished Service Medal
- United Nations Korea Medal

[Redigera Wikidata]